# Heinrich Caro

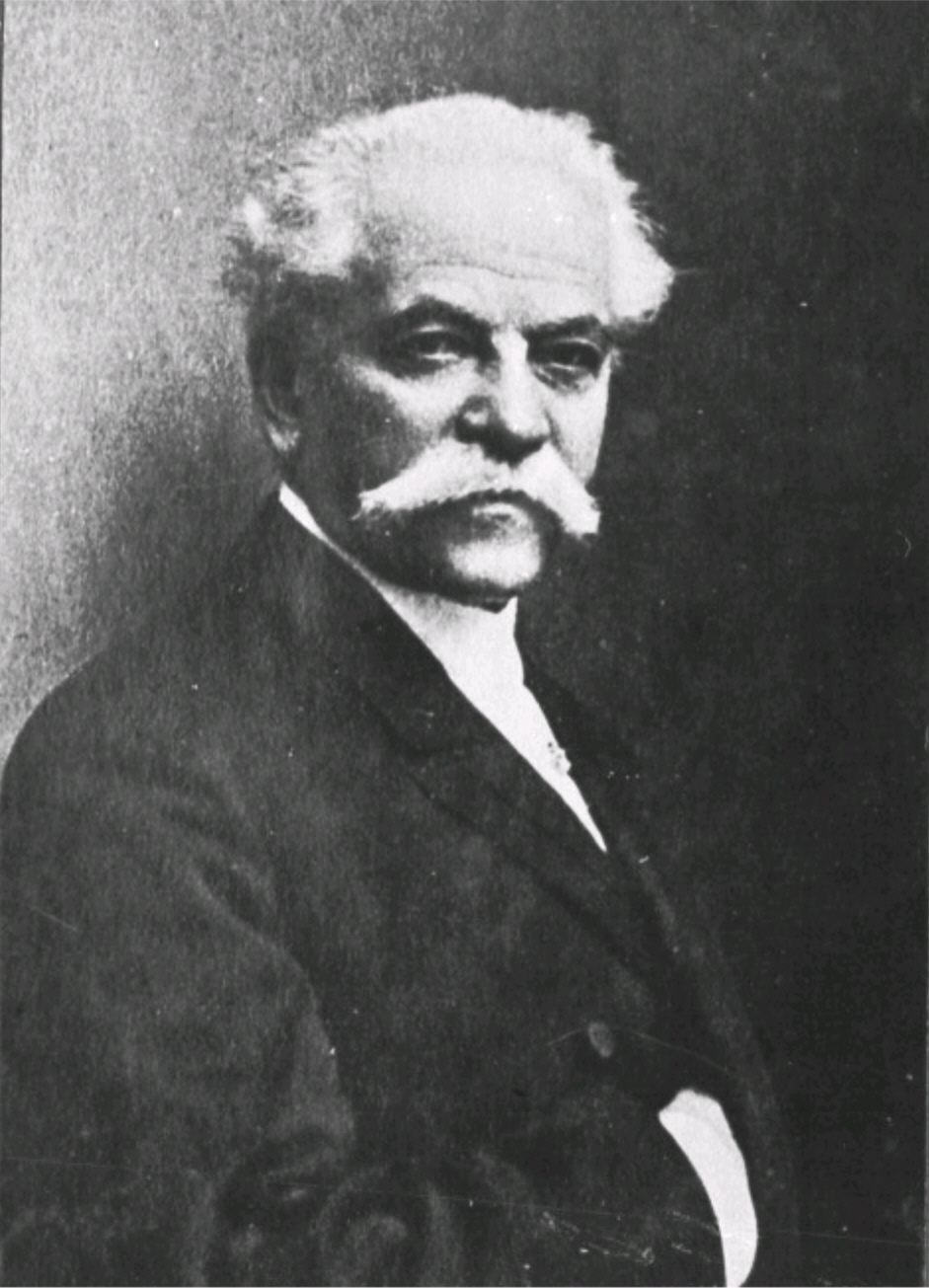
Heinrich Caro omstreeks 1900

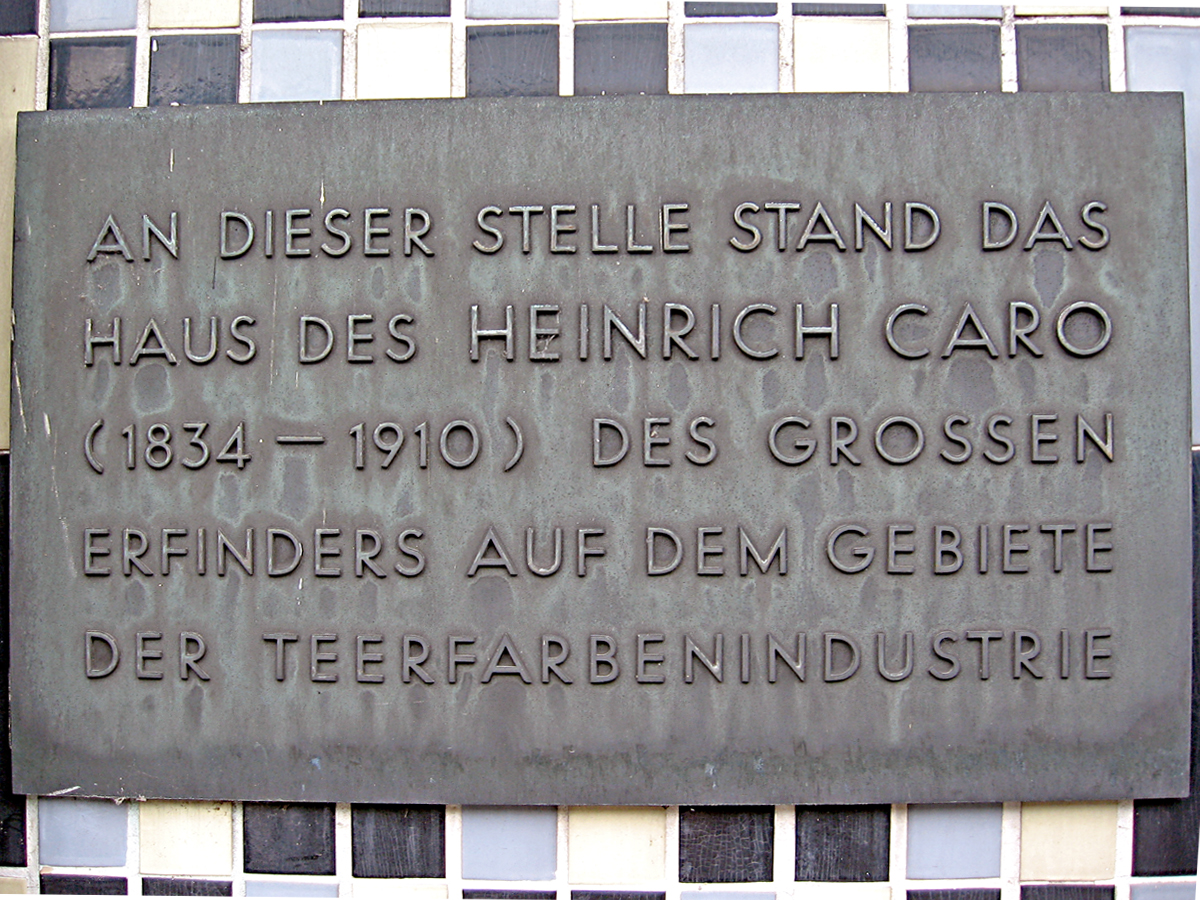
Plaquette aan Caro's voormalige huis in C8, Mannheim

Heinrich Caro (Posen, 13 februari 1834 – Dresden, 11 oktober 1910) was een Duits scheikundige. 
Caro studeerde chemie in Berlijn het Koninklijke Handelsinstituut en de Universiteit aldaar. Hij begon zijn carrière in de textielindustrie. Later werkte hij met Adolf von Baeyer bij BASF in 1879 aan indigokleurstoffen. Bovendien staan op zijn naam patenten voor de synthese van alizarine en isolatie van acridine. Caro's zuur of peroxomonozwavelzuur (H2SO5) is naar hem benoemd. Caro is samen met Otto Nikolaus Witt een van de grondleggers van de kleurstofindustrie door de ontdekking van crysoïdine.